# Clerodendrum glabrum
Clerodendrum glabrum är en kransblommig växtart som beskrevs av Ernst Meyer. Clerodendrum glabrum ingår i släktet Clerodendrum och familjen kransblommiga växter. Inga underarter finns listade i Catalogue of Life.

## Bildgalleri

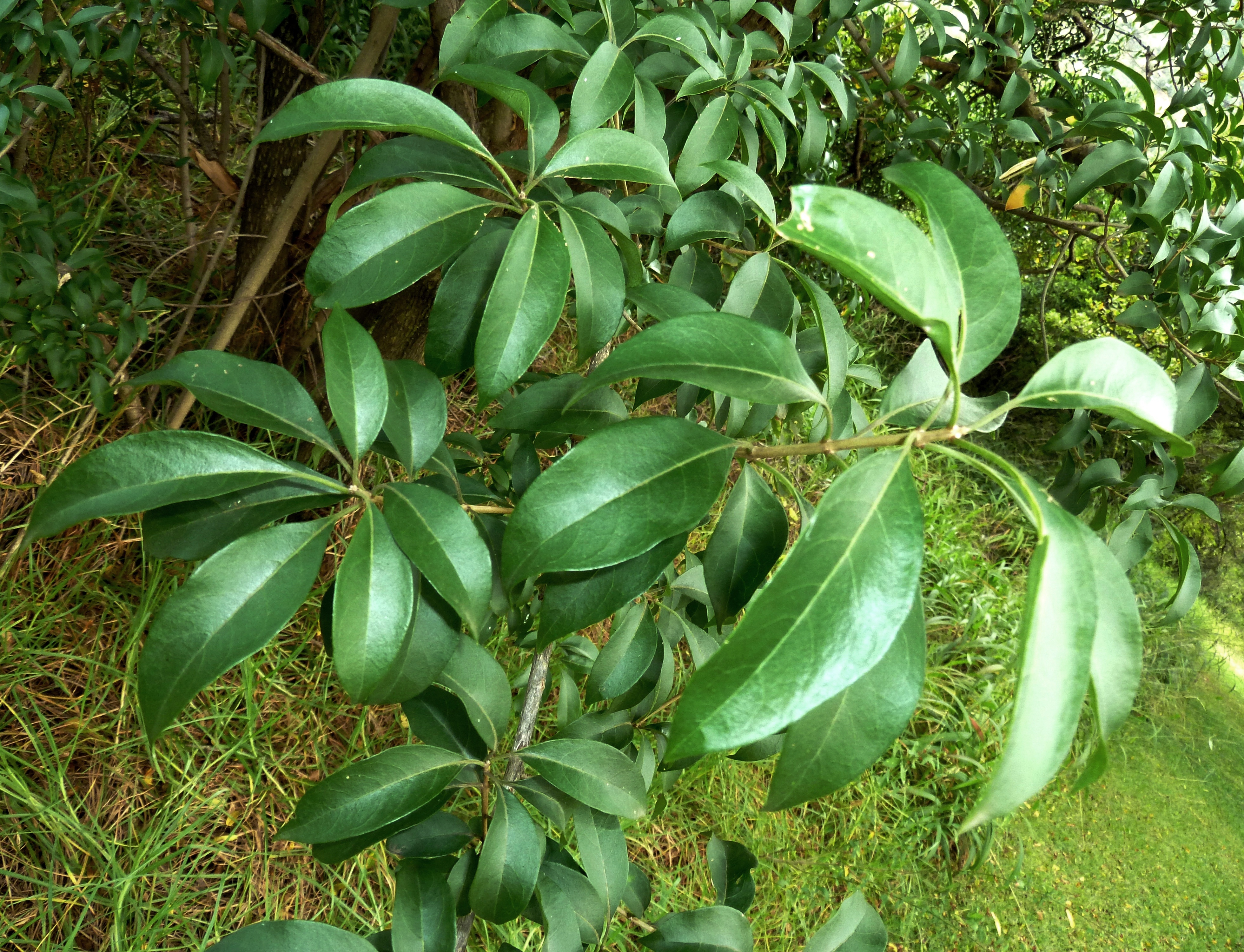
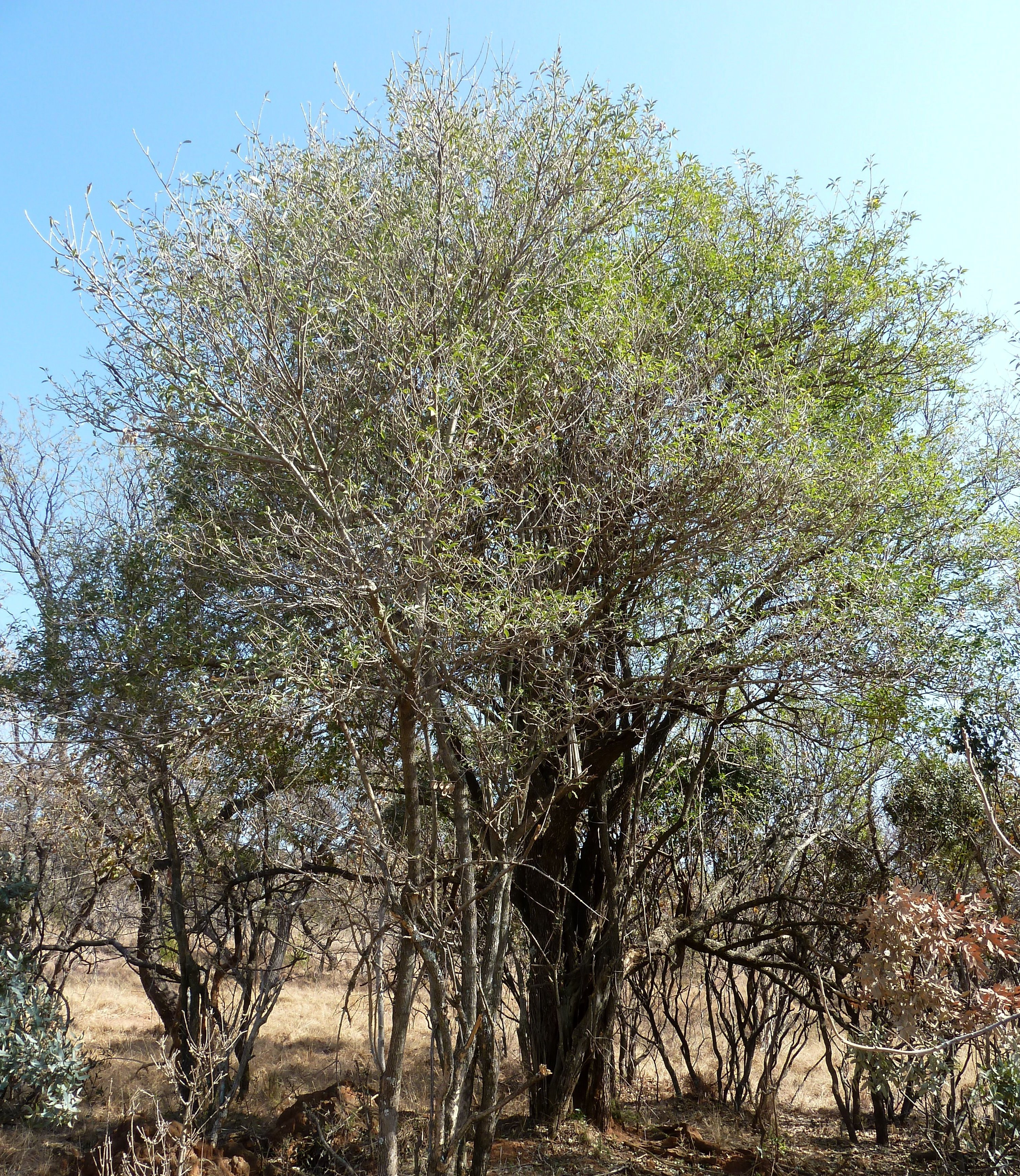
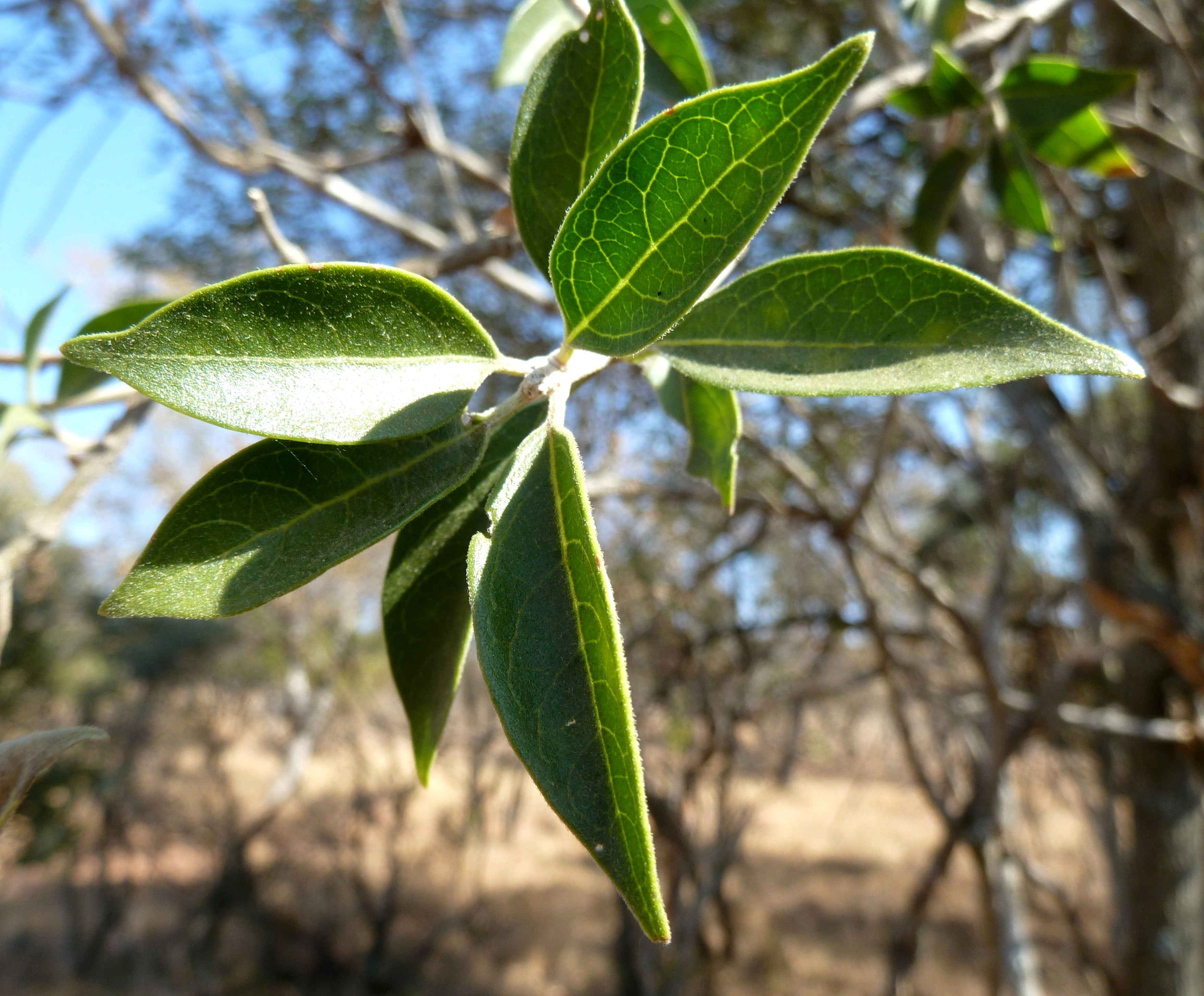
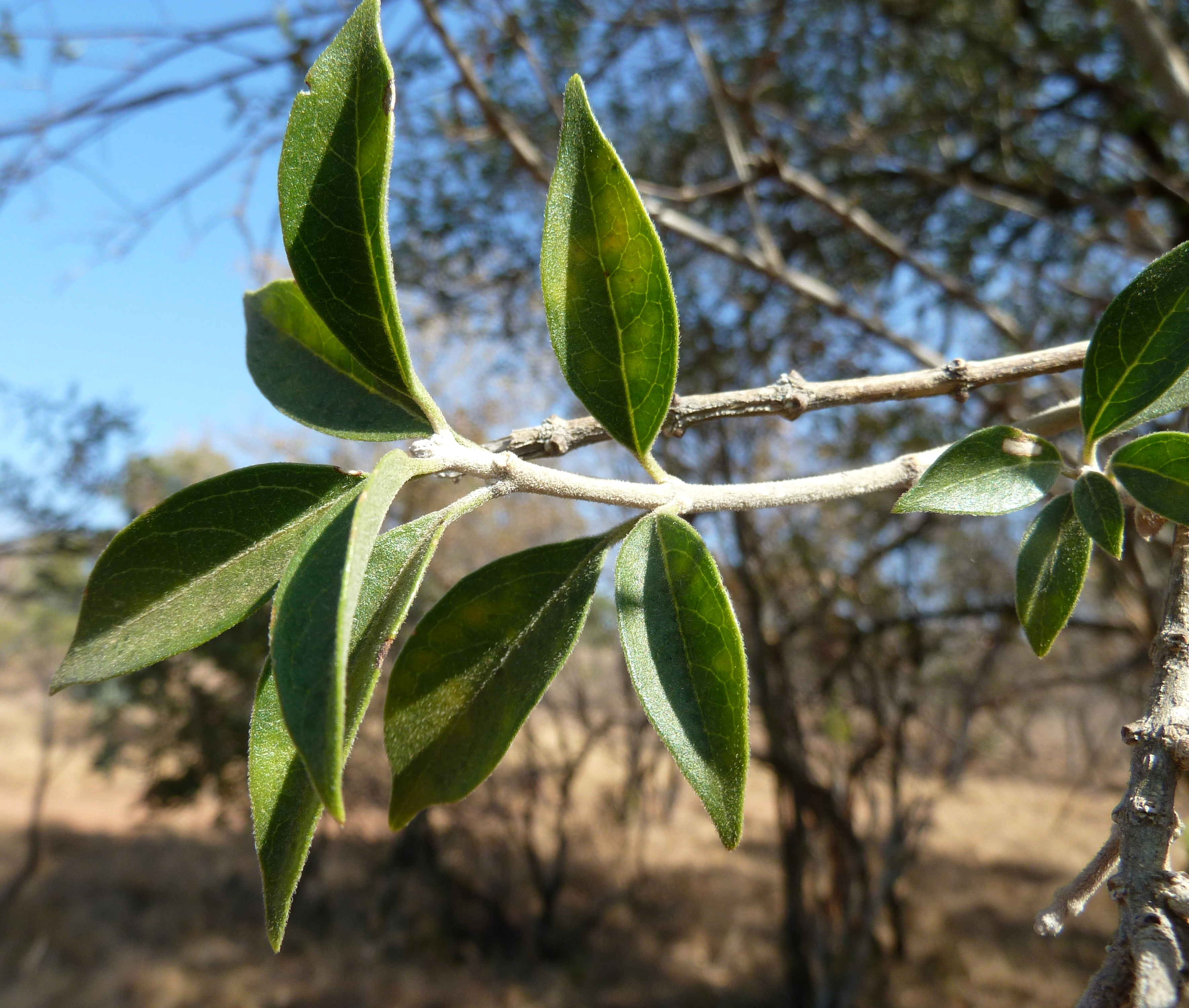
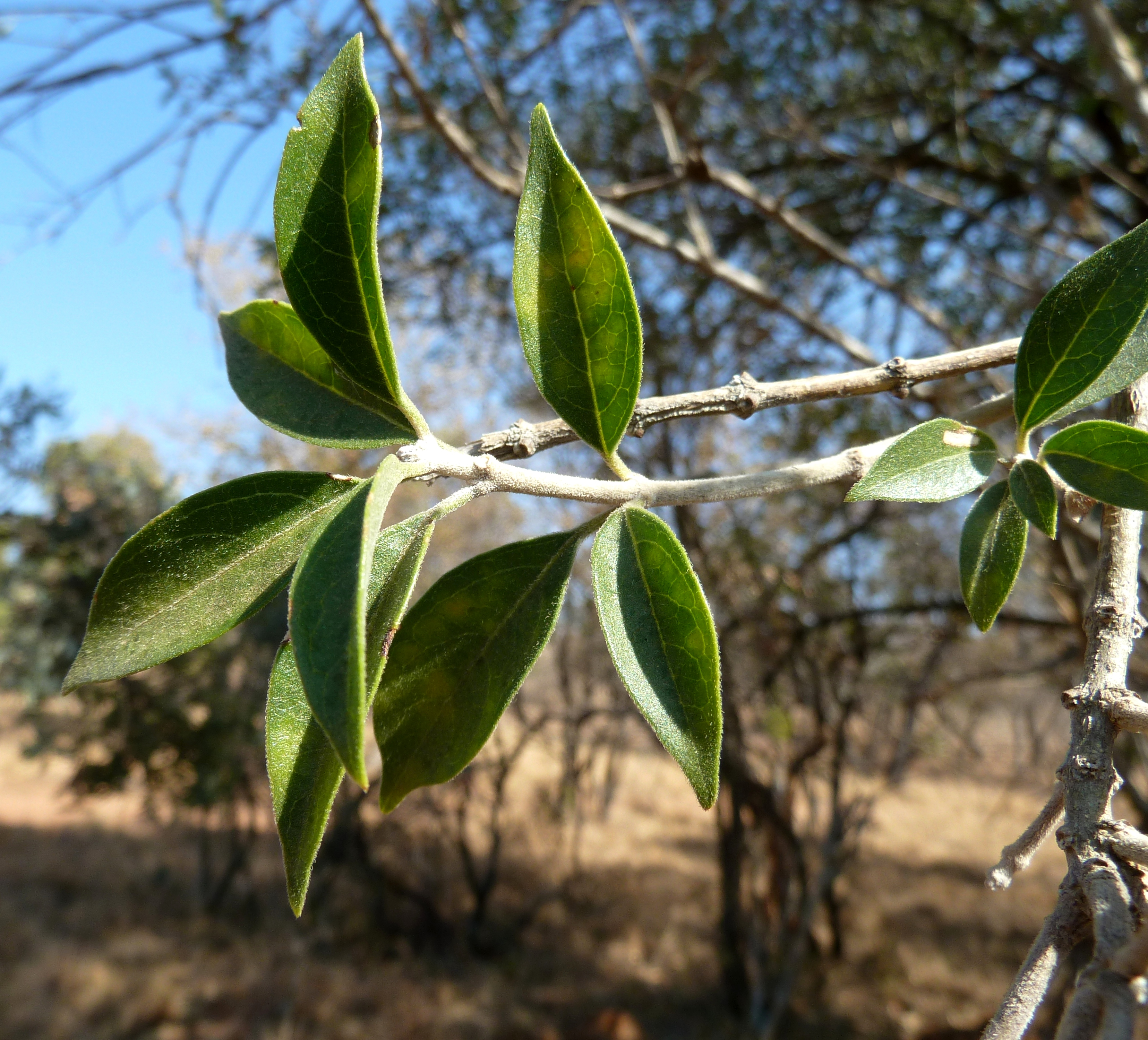
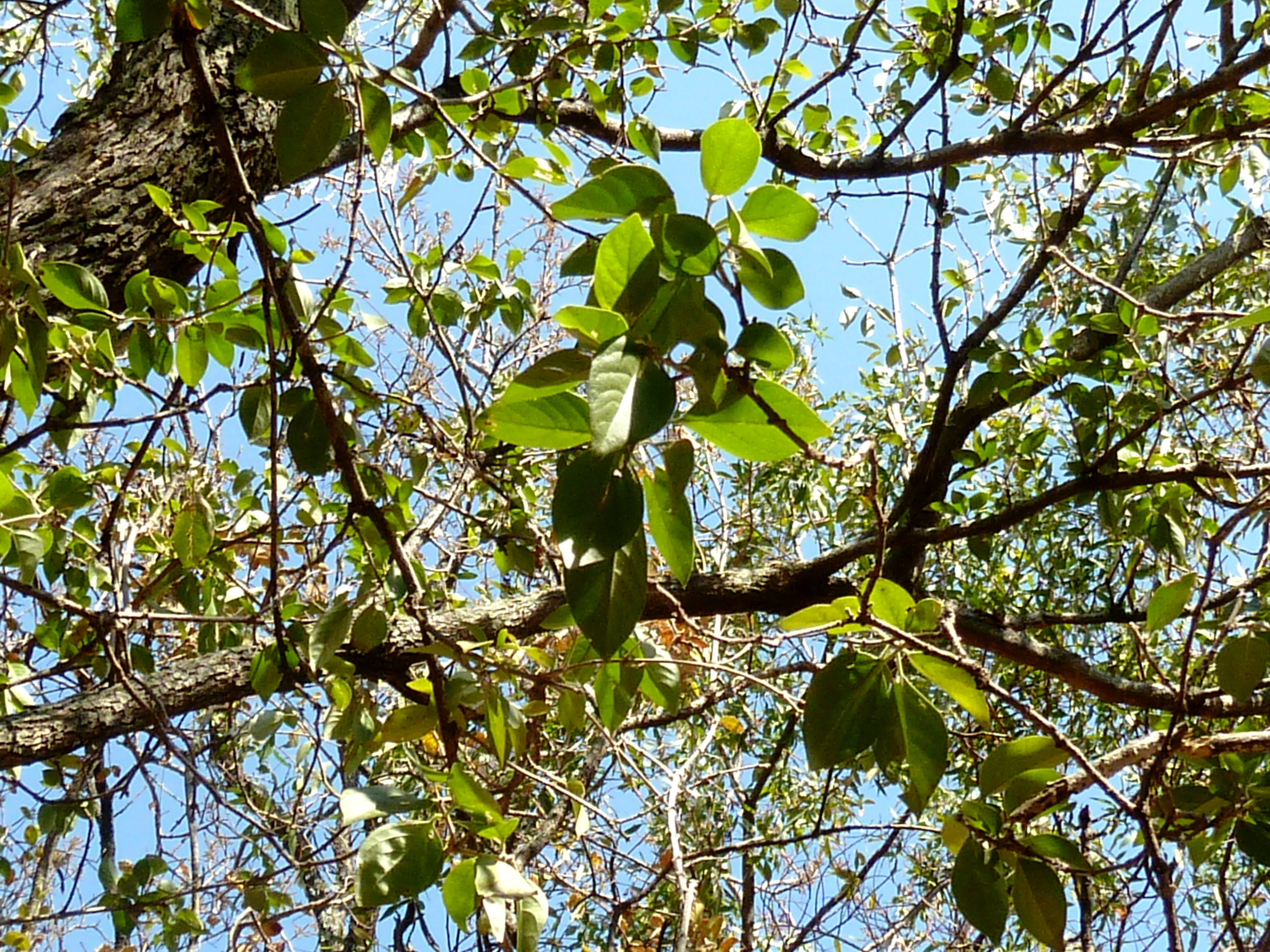